# 布熱佐瓦
布熱佐瓦是捷克的城鎮，位於該國西部，距離索科洛夫3公里，由卡羅維發利州負責管轄，面積59.59平方公里，海拔高度487米，2006年人口2,809。

## 外部連結
- Municipal website （页面存档备份，存于）